# Ranoidea moorei
Ranoidea moorei – gatunek płaza bezogonowego z podrodziny Pelodryadinae w rodzinie rzekotkowatych (Hylidae). 
Żaby te występują na południowo-zachodnim wybrzeżu Australii – w południowo-zachodniej części stanu Australia Zachodnia.